# Bercial de Zapardiel
Bercial de Zapardiel é um município da Espanha na província de Ávila, comunidade autónoma de Castela e Leão, de área 17 km² com população de 261 habitantes (2007) e densidade populacional de 15,35 hab./km².

## Demografia
| Variação demográfica do município entre 1991 e 2004 | Variação demográfica do município entre 1991 e 2004 | Variação demográfica do município entre 1991 e 2004 | Variação demográfica do município entre 1991 e 2004 |
| --------------------------------------------------- | --------------------------------------------------- | --------------------------------------------------- | --------------------------------------------------- |
| 1991                                                | 1996                                                | 2001                                                | 2004                                                |
| 374                                                 | 322                                                 | 291                                                 | 286                                                 |